# Nuova Fabrizio Calcio a 5
L'Associazione Sportiva Dilettantistica Nuova Fabrizio Calcio a 5 è una squadra italiana di calcio a 5 con sede a Corigliano-Rossano.

## Storia
L'Unione Sportiva Dilettantistica Fabrizio Calcio a 5 2007 nasce nel 2007 dalla panchina da Giovanni Falbo vince il campionato chiudendo imbattuta. L'anno successivo in serie C2 la squadra chiude la stagione regolare al secondo posto, venendo sconfitta dal Citrarum in semifinale play-off. La squadra sfiora anche la vittoria della Coppa Italia regionale venendo sconfitta in finale dal San Giuseppe Rosarno.
Nel 2009 si registra un avvicendamento in panchina, affidata a Giuseppe Madeo, che guida la squadra alla promozione in serie C1. All'esordio nella categoria la squadra si piazza al decimo posto, rimanendo insabbiata nella lotta per non retrocedere, nel doppio confronto play-out contro l'Amantea perde nella città tirrenica, al ritorno riesce a batterla ma non ha ribaltare il risultato retrocedendo malamente. Nonostante la sconfitta con conseguente retrocessione nella stagione 2011-2012 viene ripescata e partecipa nuovamente al campionato regionale di C1, in panchina siede Alfonso Cimino, la squadra chiude al quinto posto la stagione regolare, nei play-off deve arrendersi però nel doppio confronto all'Odissea 2000 Rossano.
L'anno seguente arriva il ripescaggio in serie B, con Giuseppe Madeo di nuovo in panchina e con l'acquisto di tre calciatori italo-brasiliani (Laerte De Melo, Ricardo Lovatel e Renan Barbosa). La compagine ausonica alla fine del girone di ritorno si trova a lottare per i play-off, rinforzando la rosa con gli innesti dalla serie A di Antonino Martino proveniente da Pescara e dalla serie A2 di Adelmo Pereira proveniente dal Napoli SMS. La squadra riesce a raggiungere i play-off chiudendo la stagione al quinto posto. Nel doppio confronto play-off si deve arrendere alla formazione siciliana del Viagrande perdendo a Corigliano per 7 reti a 2 e pareggiando in Sicilia per 4-4.
Nella stagione 2013-2014 arriva anche il ripescaggio in serie A2 e la società lega il proprio nome a quello dello sponsor Pasta Pirro; in panchina siede David Ceppi, Adelmo passa all'Atletico Belvedere, De Melo e Lovatel non vengono confermati, arrivano Fábio Bachega laterale d'esperienza con trascorsi nella nazionale italiana, Marcelinho dalla Reggiana via Kaos da dove ritorna alla base anche il giovane portiere Sapia, Arlan Pablo Vieira dal Vicenza, Siviero dalla New Team FVG, Ariati dalla Canottieri Belluno dopo un mese trascorso in Cina nel Zhaoqing Lixun Football Club team della città Zhaoqing, provincia di Guangdong (Canton) e nel mercato invernale Urio, anche lui dal Kaos. Al debutto il Fabrizio batte per 6-3 il Catania. Dopo essere stato per la maggior parte della stagione al comando della classifica di serie A2 Girone B, nello scontro diretto con il Latina giocato a Corigliano gli uomini di Ceppi perdono per 5-1, decisivo il grave l'infortunio (rottura Legamento Crociato Anteriore e Menisco) occorso al portiere Antonino Martino sul risultato di 1 a 0 quanto mancavano 10 minuti alla fine del match. I bianconeri chiudono il campionato al secondo posto. Nel primo turno dei play off hanno la meglio sul Catania, 2 a 2 in terra sicula e 5 a 4 dopo i tempi supplementari in Calabria mentre nel secondo turno devono arrendersi all'Orte, 3 a 1 nel Lazio e 1 a 2 in Calabria.
Il 10 luglio 2014 il club calabrese presenta domanda di ripescaggio per effettuare la stagione nella Serie A, ricevendo esito positivo il giorno 2 agosto 2014. Nella stagione 2014-15 la squadra si qualifica alla final eight di Coppa Italia dove viene eliminata nei quarti di finale dalla Luparense. In winter cup è battuta nella seconda fase dal Pescara. Il Fabrizio termina al penultimo posto la stagione regolare ma riesce ugualmente a salvarsi, facendo propri i play-out nella doppia gara contro il Città di Sestu.
Per meglio rappresentare la città di Corigliano, nella stagione 2015-16 la società assume la denominazione Associazione Sportiva Dilettantistica FC5 Corigliano Futsal, assumendo come colori sociali il bianco e il blu propri della tradizione cittadina.

## Colori e simboli
Dalla sua fondazione, i colori sociali del Fabrizio sono il bianco e il nero. Tuttavia, nel biennio in cui la società assunse la denominazione "FC5 Corigliano Futsal" (2015-17), la squadra indossò divise bianco - blu, colori tradizionali della città di Corigliano.

## Società

### Organigramma societario
- Antonio Olivieri - Presidente
- Massimo Famigliuolo - Presidente
- Leonardo Marco Sosto - Presidente

## Statistiche e record
| Livello | Categoria | Partecipazioni | Debutto   | Ultima stagione |
| ------- | --------- | -------------- | --------- | --------------- |
| 1°      | Serie A   | 2              | 2014-2015 | 2015-2016       |
| 2°      | Serie A2  | 1              | 2013-2014 | 2013-2014       |
| 3°      | Serie B   | 2              | 2012-2013 | 2016-2017       |
| 4º      | Serie C1  | 2              | 2010-2011 | 2011-2012       |
| 5º      | Serie C2  | 3              | 2008-2009 | 2019-2020       |
| 6º      | Serie D   | 2              | 2007-2008 | 2018-2019       |